# Больница Питт
«Больни́ца Питт» (англ. The Pitt) — американский медицинский драматический телесериал, созданный Р. Скоттом Геммиллом при участии исполнительных продюсеров Джона Уэллса и Ноа Уайли. Это вторая совместная работа Геммилла, Уэллса и Уайли, которые ранее работали вместе над телесериалом «Скорая помощь». Главные роли исполнили Ноа Уайли, Трейси Айфичор, Патрик Болл, Кэтрин Ланаса, Суприя Ганеш, Фиона Дуриф, Тейлор Дерден, Айза Брионес, Джерран Хауэлл и Шабана Азиз. Сериал рассказывает о сотрудниках отделения неотложной помощи, которые пытаются преодолеть трудности во время 15-часовой рабочей смены в вымышленной травматологической больнице Питтсбурга, сталкиваясь с нехваткой персонала и ресурсов, а также недостаточным финансированием. Каждый эпизод охватывает один час рабочей смены.
Премьера сериала «Больница Питт» состоялась на платформе Max. 9 января 2025 года. Сериал заслужил признание критиков за сценарий, режиссуру и актёрскую игру. Он также получил высокую оценку медицинского сообщества за точность, реалистичное изображение работников здравоохранения и решение психологических проблем, с которыми приходится сталкиваться в постпандемийном мире. Первый сезон получил 13 номинаций на 77-й церемонии вручения премий «Эмми», в том числе как лучший драматический сериал и за актёрскую игру Уайли, Ланасы и Хэтоси. «Больница Питт» была продлена на второй сезон в феврале 2025 года, премьера запланирована на январь 2026 года.

## Сюжет
Старший терапевт доктор Майкл «Робби» Робинавич заступает на смену в отделении неотложной помощи Питтсбургской травматологической больницы, которую сотрудники прозвали «Питт». Он знакомится с четырьмя новичками: Викторией Джавади, студенткой-медиком третьего курса; Деннисом Уитакером, студентом-медиком четвертого курса; доктором Тринити Сантос, ординатором первого года обучения и доктором Мелиссой «Мел» Кинг, ординатором второго года обучения. В течение следующих пятнадцати часов студенты и ординаторы узнают больше о своих профессиональных обязанностях, одновременно пытаясь справиться с эмоциональным бременем ухода за пациентами и трудностями работы в переполненном и недостаточно финансируемом отделении неотложной помощи под руководством Робби и других сотрудников «Питт», включая дежурную медсестру Дану Эванс, ординатора второго года доктора Кэсси Маккей, ординатора третьего года доктора Самиру Мохан и старших ординаторов доктора Хизер Коллинз и доктора Фрэнка Лэнгдона. Тем временем Робби изо всех сил пытается справиться с травмирующими воспоминаниями, всплывающими в четвертую годовщину смерти его наставника, которая произошла в «Питте» во время пандемии COVID-19.

## В ролях

### Главные роли
- Ноа Уайли — доктор Майкл «Робби» Робинавич, старший лечащий врач в отделении неотложной помощи, который всё ещё не отошёл от травмы, полученной во время пандемии COVID-19.
- Трейси Айфичор[англ.] — доктор Хизер Коллинз, старший врач-ординатор в отделении неотложной помощи, которая конфликтует с доктором Робби.
- Патрик Болл — доктор Фрэнк Лэнгдон, старший врач-ординатор в отделении неотложной помощи, правая рука доктора Робби Робби.
- Суприя Ганеш — доктор Самира Мохан, врач-ординатор третьего года обучения.
- Кэтрин Ланаса — Дана Эванс, старшая медсестра отделения неотложной помощи.
- Фиона Дуриф — доктор Кэсси Маккей, 42-летняя врач-ординатор второго года обучения, мать-одиночка, воспитывающая 11-летнего сына Харрисона.
- Тейлор Дерден[англ.] — доктор Мелисса «Мел» Кинг, врач-ординатор второго года обучения, имеющая опыт работы с ветеранами войны.
- Айза Брионес[англ.] — доктор Тринити Сантос, врач-ординатор первого года обучения с чрезмерно самоуверенным характером.
- Джерран Хауэлл[англ.] — Деннис Уитакер, студент-медик четвёртого курса, которому не хватает уверенности в себе.
- Шабана Азиз — Виктория Джавади, 20-летняя студентка-медик третьего курса, мать которой работает в больнице Питт хирургом, а отец — эндокринологом.

### Роли второго плана
- Шон Хэтоси — доктор Джек Эбботт, врач и старый соперник Робби.
- Амилинн Абеллера — Перла Алави, медсестра в отделении неотложной помощи.
- Джейлен Томас Брукс[англ.] — Матео Диас, медбрат в отделении неотложной помощи.
- Брэндон Мендес Хоумер — Донни Донахью, медсестра в отделении неотложной помощи.
- Кристин Вильянуэва — Принцесс, медсестра в отделении неотложной помощи.
- Джоанна Гоинг — Тереза Сондерс, женщина средних лет, обеспокоенная поведением своего сына.
- Дипти Гупта — доктор Эйлин Шамси, хирург и мать Виктории Джавади.
- Майкл Хайатт — Глория Андервуд, главный врач.
- Джексон Келли — Дэвид Сондерс, проблемный подросток, сын Терезы.
- Кристель В. Макнил — Киара Альфаро, социальный работник отделения неотложной помощи.
- Александра Метц — доктор Иоланда Гарсия, хирург-ординатор.
- Дрю Пауэлл — Даг Дрисколл, пациент, который уже несколько часов находится в приёмном покое отделения неотложной помощи.
- Арун Сторрс — Мину, женщина из Непала, упавшая на рельсы метро.
- Брэндон Кинер — Джон Брэдли, отец 18-летнего Ника Брэдли, у которого наступила смерть головного мозга после передозировки фентанила.
- Эшли Романс — Джойс Сент-Клер, женщина с серповидноклеточной анемией.
- Саманта Слоян — Лили Брэдли, мать 18-летнего Ника Брэдли, у которого наступила смерть головного мозга после передозировки фентанила.
- Мика Абдалла — Дженна, студентка колледжа, которая едва не умерла от передозировки фентанила.
- Эбби Райдер Фортсон — Кристи Уилер, беременная девушка-подросток, которая записана на медикаментозный аборт.
- Маргерит Моро — Линетт Уилер, тётя Кристи.
- Шу Лан Туан — Джинджер Китадзима, пожилая женщина, которая упала.
- Кортни Гросбек — Пайпер Фишер, пациентка с властной начальницей, которую Маккей подозревает в том, что она является жертвой секс-торговли.
- Шани Атиас — Лора Фишер, начальница Пайпер.
- Роберт Хипс — Чад Эшкрофт, бывший парень Маккей и отец Харрисона.
- Айеша Харрис — доктор Паркер Эллис, старший ординатор ночной смены.
- Кен Кирби — доктор Джон Шен, старший врач ночной смены.
- Тедра Миллан — доктор Эмери Уолш, хирург ночной смены.

## Список эпизодов
| № | Название                        | Режиссёр        | Автор сценария             | Дата премьеры   |
| --- | ------------------------------- | --------------- | -------------------------- | --------------- |
| 1 | «7 часов утра» «7:00 A.M.»      | Джон Уэллс      | Р. Скотт Геммилл           | 9 января 2025   |
| Лечащий врач Майкл «Робби» Робинавич заступает на смену в больнице Питтсбурга («Питт»), успокаивает готового спрыгнуть с крыши лечащего врача ночной смены Джека Эббота, и знакомится с ординаторами Тринити Сантос и Мелиссой «Мел» Кинг, а также со студентами-медиками Викторией Джавади, дочерью хирурга Эйлин Шамси, и Деннисом Уитакером. Старшая медсестра Дана Эванс узнаёт, что старший ординатор Хизер Коллинз беременна. Команда лечит Мину, не говорящую по-английски женщину со сломанной ногой, которую столкнули на рельсы метро, а также её спасителя. Джавади падает в обморок при вправлении ноги. После этого её навещает мать, доктор Эйлин Шамси. Главврач больницы Глория Андервуд предупреждает Робби, что больница должна улучшить уровень удовлетворённости пациентов. Ординатор Кэсси Маккей лечит триатлониста, страдающего одышкой, которая приводит к остановке сердца. Мел и старший ординатор Фрэнк Лэнгдон осматривают сонного ребёнка Тайлера Джонса и обнаруживают, что он проглотил мармелад с марихуаной, которую нашёл у отца. Уитакер травмирует палец при перевозке пациента. Коллинзу удаётся определить, что Мину говорит на непальском языке. Маккей и Робби знакомятся с Терезой, матерью, которая притворилась больной, чтобы получить помощь для своего сына Дэвида, после того как нашла список девочек, которых он хочет убить. Дэвид сбегает, когда Робби и социальный работник Киара пытаются выяснить его намерения. У Робби возникают воспоминания о работе во время пандемии COVID-19.                            |                                 |                 |                            |                 |
| 2 | «8 часов утра» «8:00 A.M.»      | Аманда Марсалис | Р. Скотт Геммилл           | 9 января 2025   |
| Дети мистера Спенсера, пожилого мужчины с болезнью Альцгеймера, страдающего пневмонией и сепсисом, решают отменить его медицинское завещание и отказ от реанимации и продолжить лечение, которое может причинить ему ещё больше страданий. Лэнгдон ругает Сантос за лечение пациента без презентации случая начальнику. Мел успешно проводит коникотомию пациенту с переломом верхней челюсти по типу Ле-Фор III. Помогая при сортировке, Джавади обнаруживает, что Маккей носит на лодыжке электронный браслет. Пальто поступившего бездомного мужчины кишит крысами, которые разбегаются по отделению неотложной помощи. Мел, Лэнгдон и Киара успокаивают разгневанную мать Тайлера и привлекают службу по защите детей. Тереза пытается дозвониться до Дэвида. Ординатор Самира Мохан понимает, что Джойс, пациентка с невыносимой болью, ищет не наркотики, а страдает от серповидноклеточной анемии. Хирург-ординатор Иоланда Гарсия доверяет Сантос ассистировать при проведении фасциотомии. Джавади конфликтует с Сантос. Коллинз хочет пойти в комитет по этике и отменить решение детей мистера Спенсера, но Робби говорит, что у него нет времени. Робби сообщает родителям 18-летнего Ника Брэдли, что у их сына наступила смерть мозга из-за передозировки фентанила. Он назначает ненужные тесты, чтобы дать им больше времени для осмысления смерти подростка. |                                 |                 |                            |                 |
| 3 | «9 часов утра» «9:00 A.M.»      | Дамиан Маркано  | Джо Сакс, Р. Скотт Геммилл | 16 января 2025  |
| Джавади расспрашивает коллег о личной жизни Маккей. Уитакер отчаянно пытается прийти в себя после первой смерти своего пациента, скончавшегося от сердечного приступа Беннета Милтона. Маккей и Джавади возвращают к жизни Дженну, студентку колледжа с передозировкой после приёма ксанакса с примесью фентанила. Сантос раздражает коллег дерзким и самоуверенным поведением. Коллинз доверяет Джавади интубацию пациента, которому на стройке выстрелили в грудь из гвоздезабивного пистолета. Мел и Лэнгдон оказывают помощь пациенту с инфарктом миокарда с подъемом сегмента ST и выполняют кардиоверсию мужчине, пристрастившемуся к курению вейпов. Робби отчитывает Мохан за её чрезмерную сосредоточенность на отдельных пациентах, что значительно замедляет темп работы неотложного отделения; он советует ей быть уверенной в себе и преодолеть страх совершить ошибку. Отец Ника узнает его подругу Дженну и в ярости обвиняет студентку в том, что именно она дала фентанил Нику. Маккей и Киара просят Робби любым способом вернуть Дэвида в отделение неотложной помощи. Робби зачитывает письмо, написанное доктором Эбботом сестре скончавшегося ветерана, которого он лечил в ночную смену. Мохан советует Уитакеру взглянуть в лицо своим страхам. Кто-то угоняет из больницы одну из машин скорой помощи. Дети мистера Спенсера соглашаются прекратить лечение, чтобы дать отцу возможность умереть без мучений. |                                 |                 |                            |                 |
| 4 | «10 часов утра» «10:00 A.M.»    | Аманда Марсалис | Ноа Уайли                  | 23 января 2025  |
| Сотрудники делают ставки и следят за новостями об угнанной машине скорой помощи. Робби экстубирует мистера Спенсера и утешает его детей, предлагая им провести гавайский ритуал Хо’опонопоно, которому его научил наставник, доктор Адамсон. Он вспоминает о смерти доктора Адамсона, который скончался в Питте во время пандемии. Мохан ругает Сантос за её обращение с Дженной. Лэнгдон также отчитывает Сантос, когда пациент чуть не умирает после того, как она приказала использовать дыхательный аппарат без предварительной консультации с начальством. Медбрат Матео Диас подвергается расистским оскорблениям со стороны Дага Дрисколла, пациента, возмущенного долгим пребыванием в приёмном покое. Джавади накладывает швы на руку пациентки и исправляет ошибку мисгендеринга в её медицинской карте. Мел и Мохан лечат ребенка с синдромом волосяного жгута и диагностируют у 12-летней девочки непроходимость девственной плевы, оказывая поддержку её отцу-одиночке. Дана, Уитакер и другие медсестры совместно делают инъекцию буйному пациенту, мистеру Кракозиа (Кракену), ожидающему койки в психиатрическом отделении. Дженна извиняется перед родителями Ника и объясняет, что они с Ником и другими студентами выпили много кофе при подготовке к экзамену и решили принять ксанакс, чтобы заснуть. Колинз готовится сделать семнадцатилетней Кристи медикаментозный аборт, назначенный Эбботом. |                                 |                 |                            |                 |
| 5 | «11 часов утра» «11:00 A.M.»    | Джон Кэмерон    | Симран Баидван             | 30 января 2025  |
| Сантос препирается с Лэнгдоном о плане лечения Джозефа Марино, пациента с припадком. Она сообщает о бракованном флаконе лоразепама . Мохан и Робби инструктируют Уитакера по поводу его следующих пациентов. Джейк, сын бывшей девушки Робби, с которой его связывают родственные узы, приходит в «Питт» забрать у Робби два билета на фестиваль Pitt Fest. Ультразвуковое обследование показывает Коллинз, что у Кристи уже превышен срок беременности, до которого разрешен легальный аборт, и Эббот, скорее всего, сфальсифицировал её данные. Робби проводит ещё одно УЗИ и и фиксирует срок беременности на один день меньше предельного. Маккей находит общий язык с Шерри, испытывающей трудности матерью, и делится с ней историей своей жизни. Мел пытается утешить Риту, дочь пожилой пациентки Джинджер Китадзимы, которая не справляется со стрессом, связанным с постоянным уходом за больной матерью, и советует ей сделать перерыв. Рита уходит за своей машиной и не возвращается. Робби отчитывает Мохан за медлительность. Джавади смущает Шерри своими бесцеремонными манерами, и та сбегает из неотложки. Маккей ругает Джавади за любопытство и осуждение пациентки. Лэнгдон проводит впечатляющую ретроградную интубацию под руководством Робби, который впоследствии сообщает, что выдвинул его на престижную стипендию. Кристи собирается принять таблетку для аборта, когда приходит её мать и запрещает это делать. |                                 |                 |                            |                 |
| 6 | «12 часов полудня» «12:00 A.M.» | Дамиан Маркано  | Синтия Адарква             | 6 февраля 2026  |
| Коллинз узнаёт, что женщина, выдававшая себя за мать Кристи, на самом деле является её тётей. Глория предупреждает Робби, что передаст больницу управляющей компании, если не улучшатся показатели удовлетворенности пациентов. Сантос случайно роняет скальпель и протыкает стопу Гарсии во время операции пациента Сайласа Данна. Коллинз, Лэнгдон и Джавади оказывают помощь двум парням из студенческого братства, виновным в краже машины скорой помощи и пострадавшим в результате столкновения. Робби хвалит Мохан за внимательность и напоминает команде о необходимости следить за оценками удовлетворенности пациентов. Властное поведение матери Джавади ставит её в неловкое положение. Киара и Дана утешают Мел и советуют ей поговорить с Джинджер об исчезновении дочери. Робби окончательно подтверждает родителям, что у Ника наступила смерть головного мозга, и знакомит их со специалистом по поддержке семьи Эммой, но его мать крайне возмущена, когда её спрашивают о согласии сына на донорство органов. Коллинз переживает по поводу своей беременности, став свидетельницей близких отношений пациента с его матерью. Сантос и Лэнгдон сообщают Джозефу, что у него диагностировали нейроцистицеркоз. Маккей предлагает сообщить о Дэвиде в правоохранительные органы, но Робби не соглашается портить подростку жизнь. Мел звонит своей сестре-аутисту Бекке. Кристи запирается в туалете и категорически отказывается выходить без лекарства для аборта. Мать и тетя Кристи ссорятся и нападают на Коллинз, когда та пытается разнять их. |                                 |                 |                            |                 |
| 7 | «1 час дня» «1:00 P.M.»         | Силвер Три      | Валери Чу                  | 13 февраля 2025 |
| Робби жалуется Глории на переполненность отделения и нехватку персонала. Опыт общения Мел со своей сестрой помогает ей найти общий язык с пациентом-аутистом с растяжением лодыжки. Сантос интересуется подозрительным поведением Лэнгдона. Коллинз убеждает мать Кристи разрешить ей сделать аборт. Жена Сайласа признается Сантос, что регулярно давала ему прогестерон для притупления сексуального влечения, считая, что он растлевает их дочь. Уитакер, Лэнгдон и Робби вызывают бригаду ЭКМО для помощи в лечении пациента с инфарктом миокарда. Мохан и Джавади оказывают помощь Нанди, влиятельной бьюти-блогерке с подозрением на шизофрению, но Мохан продолжает изучать её симптомы. Спаситель Мину готов дать показания правоохранительным органам. Сантос безуспешно пытается заставить дочь Сайласа признать факт насилия. Робби отчитывает Мохан за проведение ненужных тестов, а Коллинз подбадривает её. Мохан обнаруживает, что Нанди использовала опасный крем для лица, приведший к отравлению ртутью. Робби вспоминает, как жизнь Адамсона поддерживали с помощью ЭКМО. Коллинз и Робби ссорятся из-за его грубого отношения к Мохан и персоналу. Робби и Киара сообщают жене Сайласа, что заявят на неё в полицию. Лэнгдон хвалит навыки Мэла. Сантос угрожает беспомощному Сайласу. У Коллинз в туалете происходит выкидыш. |                                 |                 |                            |                 |
| 8 | «2 часа дня» «2:00 P.M.»        | Аманда Марсалис | Джо Сакс                   | 20 февраля 2025 |
| После выкидыша Коллинз незамедлительно возвращается к работе. Сантос изучает прописанные Лэнгдоном лоразепам и либриум, которые он выдал постоянному пациенту Луи Кловерфилду. Рита возвращается в отделение неотложной помощи и признаётся, что от усталости заснула в машине на парковке. Пациент с ампутированным пальцем флиртует с Коллинз. Лэнгдон лечит Вилли Александра, пациента с синдромом Твидлера (изменением положения кардиостимулятора), в прошлом работавшим фельдшером службы скорой помощи «Дом Свободы». Мел и Киара помогают Рите и Джинджер оформить доступ к услугам по уходу на дому. Команде не удается спасти Эмбер, шестилетнюю утонувшую девочку. Джавади производит впечатление на свою мать, определяя, что симптомы её пациентки вызваны укусом чёрной вдовы, а не диагностированной у неё болезнью Крона. Родители Ника соглашаются на донорство органов. Сантос делится своими опасениями по поводу Лэнгдона с Гарсией, но та отмахивается от подозрений. Маккей считает, что Пайпер, молодая женщина с хламидиозом, может быть жертвой секс-торговли и находиться в рабстве у своей властной начальницы. Маккей и Дана под вымышленным предлогом оставляют Пайпер наедине и пытаются заставить её признаться. Мел готовит Беллу, сестру Эмбер, к новости об её смерти. Робби сообщает Вилли о смерти Адамсона, когда тот признаётся, что они работали вместе. Персонал, друзья и семья Ника выстраиваются в почётный караул, когда он и его родители покидают больницу.                                                             |                                 |                 |                            |                 |
| 9 | «3 часа дня» «3:00 P.M.»        | Куен Тран       | Ноа Уайли                  | 27 февраля 2025 |
| Коллинз сообщает Дане о выкидыше. Робби спрашивает Дану о самочувствии Коллинз и пытается утешить команду после смерти Эмбер. Две женщины попадают в палаты после драки в приёмном покое. Маккей и Дане не удаётся добиться признания Пайпер до её ухода. Сантос и Мохан без согласования с начальством лечат пациентку, у которой случился припадок от передозировки экстази, что приводит Лэнгдона в ярость, и он обрушивается с агрессивной и гневной тирадой на Сантос. Робби отчитывает Лэнгдона за неэтичное поведение. Уитакер получает извинения от бездомного пациента Кракози, который помочился на него во время психоза. Лэнгдон успокаивает Мел, расстроенную после смерти Эмбер. Джавади влюбляется в Матео. Даг жалуется Дане на долгое ожидание и угрожает персоналу. В больницу поступают две жертвы автомобильный аварии, в том числе Пола, пациентка, которую Маккей принимала утром в тот же день. Коллинз, Маккей и Робби выясняют, что Пола потеряла сознание за рулем из-за сепсиса, вызванного эндометритом. Уитакер решает присоединиться к уличной бригаде «Питта», чтобы лично доставлять лекарство мистеру Кракози. Коллинз предполагает, что Маккей могла не заметить сепсис при предыдущем обследовании Полы из-за фэтшейминга. Уитакер ловит одну из крыс. Даг уходит из приёмного покоя и бьёт Дану по лицу. |                                 |                 |                            |                 |
| 10 | «4 часа дня» «4:00 P.M.»        | Дамиан Маркано  | Симран Баидван             | 6 марта 2025    |
| Для разговора с Терезой прибывает полиция. Робби лечит Дану. Уитакер утешает жену мужчины с ожогами 90% тела, находящегося в критическом состоянии, но Лэнгдон полагает, что пациент не выживет. Сын Маккей Харрисон приходит в отделение скорой помощи вместе со своим отцом, её бывшим партнером Чедом, получившим травмы при падении со скейтборда. Робби укоряет Маккей за информирование полиции о возможных намерениях Дэвида, но она по-прежнему уверена, что поступила правильно. Глория безуспешно пытается успокоить медперсонал после нападения на Дану. Между Сантос и Лэнгдоном сохраняется напряженность, и Робби пытается выступить посредником. Джавади злится на отца подростка, едва не потерявшим глаз после ушиба бейсбольным мячом, считая, что тот ставит спортивную карьеру сына выше заботы о его здоровье. Мел и Мохан лечат молодую жертву инсульта с помощью ТНК. После того как Сантос рассказывает Робби о своих подозрениях по поводу Лэнгдона, Робби обыскивает его шкафчик в раздевалке и находит несколько украденных таблеток бензодиазепинов. Разозлившись, Робби отправляет Лэнгдона домой. |                                 |                 |                            |                 |
| 11 | «5 часов дня» «5:00 P.M.»       | Куен Тран       | Элисса Гершман             | 13 марта 2025   |
| Несмотря на травму, Дана продолжает работать. Робби просит её провести анализ препаратов, выписанных Лэнгдоном. Дэвид публикует тревожное сообщение в Instagram. Коллинз и Кинг принимают роды у суррогатной матери и оказывают ей помощь при возникновении осложнений. После первоначальных разногласий Уитакер и Мохан занимаются мужчиной, который просит морфин для снятия боли, но вместо этого дают ему бупренорфин. Маккей и Джавади с помощью зонда Блэкмора спасают бывшую наркоманку с гепатитом B, у которой началось кровотечение из пищевода. Сантос делится с Гарсией и Робби своими переживаниями по поводу последствий сообщения о Лэнгдоне, но Робби успокаивает её. Робби не отвечает на неоднократные телефонные звонки Лэнгдона. Джейк и его девушка Лия звонят Робби с фестиваля «Питт Фест», чтобы поблагодарить его за билеты. Коллинз рассказывает Робби о выкидыше и аборте, которые она держала в секрете. Он советует ей пойти домой и отдохнуть. Маккей препирается с Хлоей по поводу опеки над своим сыном. Робби и Киара подписывают ходатайство Терезы о помещении Дэвида под наблюдение психиатра. Дана сообщает Робби, что увольняется. Становится известно, что на фестивале «Питт Фест» произошла стрельба и имеются многочисленные жертвы. |                                 |                 |                            |                 |
| 12 | «6 часов вечера» «6:00 P.M.»    | Аманда Марсалис | Джо Сакс, Р. Скотт Геммилл | 20 марта 2025   |
| Дана и Робби безуспешно пытаются дозвониться до Джейка. Эббот досрочно начинает свою смену вместе со старшим ординатором доктором Паркером Эллис, терапевтом Джоном Шеном и хирургом доктором Эмери Уолш. Шамси, Гарсия и врачи из других отделений оказывают помощь в неотложке. Чтобы справиться с наплывом пациентов, пострадавших от стрельбы, в больнице задействованы протоколы на случай инцидентов с массовыми жертвами. Эббот, Шен, Уолш и Дана выступают в роли главных руководителей скорой помощи, сортировки, хирургии и сестринского персонала соответственно. Все посетители в приёмном отделение распущены. Эббот, Мохан и Робби занимаются пациентами в критическом состоянии; Маккей и Джавади — пациентами, которые умрут в течение часа, если их не лечить; Мел, Уитакер и Сантос — пациентами с ранениями конечностей. Мел обнаруживает разрыв печени у Сильвии, пациентки со сломанной ногой. В отделение возвращается Лэнгдон. Чед и Харрисон ждут в комнате отдыха. Сантос вылавливает журналиста, который симулировал травму, чтобы проникнуть в отделение неотложной помощи. У команды начинают заканчиваться исходники. Мел жертвует кровь для Сильвии, вдохновляя других врачей на аналогичный поступок. Джавади удивляет свою мать, применив импровизированную плевральную дренажную трубку. Полиция сообщает, что стрелок может направляться в сторону больницы, а телефон Дэвида был в зоне происшествия. Спустя час после стрельбы пациенты продолжают поступать в больницу.                                                          |                                 |                 |                            |                 |
| 13 | «7 часов вечера» «7:00 P.M.»    | Дамиан Маркано  | Джо Сакс, Р. Скотт Геммилл | 27 марта 2025   |
| Вертолёт доставляет запасы цельной крови. Сотрудники продолжают использовать неортодоксальные процедуры и оборудование для лечения пациентов. Дрели для внутрикостных инфузий находят множество применений: Уитакер ошибочно использует её для введения лекарств пациенту, находящемуся в сознании, Мохан — для снижения повышенного внутричерепного давления, а Маккей — для отключения сигнала тревоги на своём электронном браслете на лодыжке. Киара и сотрудница регистратуры Лупе фотографируют умерших, чтобы опознать их и сообщить их семьям. Пациент достаёт пистолет, вызывая мимолетную панику у персонала, но падает без сознания. Мел и Уитакер пытаются найти оборудование для лечения пациента. Киара и Лупе сообщают Уитни Ривере, что её муж умер; она спрашивает о своём брате, который пропал без вести. Джейк прибывает с Лией в критическом состоянии. Робби использует несколько литров крови для стабилизации Лии, несмотря на возражения Эббота, но спасти её не удается. Сантос без ведома старших использует метод REBOA для остановки кровотечения у пациента. Эббот ругает её за безрассудство, но втайне хвалит за успешность процедуры. Правоохранительные органы арестовывают Дэвида после его возвращения в «Питт». Робби приводит Джейка увидеть тело Лии, и Джейк спрашивает Робби, почему он не смог её спасти. У Робби случается паническая атака, его переполняют горе и чувство вины за Лию, Адамсона и других погибших пациентов.                                                                                             |                                 |                 |                            |                 |
| 14 | «8 часов вечера» «8:00 P.M.»    | Джон Кэмерон    | Симран Баидван             | 3 апреля 2025   |
| Команда ищет Робби; Уитакер находит его и напоминает ему об обязанностях. Робби возвращается к работе, но ведёт себя с пациентами и коллегами раздражительно. «Питт» постепенно входит в привычный режим. Отец Маккей приезжает забрать Харрисона домой. Лэнгдон и Сантос пытаются наладить сотрудничество при лечении Макса, пациента с передозировкой. В реанимацию поступает брат Риверы, у которого развилась воздушная эмболия во время оказания помощи другим пострадавшим на фестивале. Не обращая внимания на возражения Уолш, Мохан под руководством Эббота проводит рискованную операцию по его спасению. Спецназ находит стрелка мёртвым. Команда начинает лечить Флинна, не приходящего в сознание несовершеннолетнего с корью и острым рассеянным энцефаломиелитом; Робби сообщает о возможной вспышке заболевания в Службу общественного здравоохранения. Полиция освобождает Дэвида, но его всё равно помещают на 72 часа в психиатрическую клинику, из-за чего он вступает в конфликт с матерью, Робби и Маккей. К Джейку приезжает мать. Мел воссоединяет травмированную пациентку с её дочерью. Робби злится на мать Флинна, которая не соглашается на люмбальную пункцию, начитавшись в интернете тревожной информации об этой процедуре. Эббот спрашивает Дану о состоянии Робби. Полиция арестовывает Маккей за повреждение электронного браслета. |                                 |                 |                            |                 |
| 15 | «9 часов вечера» «9:00 P.M.»    | Джон Уэллс      | Р. Скотт Геммилл           | 10 апреля 2025  |

## Производство

### Разработка
26 марта 2024 года стриминговый сервис Max заказал производство телесериала «Больница Питт», состоящего из 15 эпизодов. Создателем и шоураннером медицинского сериала стал Р. Скотт Геммилл, который также является его исполнительным продюсером наряду с Ноа Уайли, Джоном Уэллсом, Эрин Джонтоу, Симран Баидван и Майклом Хиссричем. Сценарий первых двух эпизодов также написал Геммилл.
В августе 2024 года вдова Майкла Крайтона Шерри Крайтон от имени траста Джона Майкла Крайтона подала иск в суд на Warner Bros. Television, Уэллса, Уайли и Геммилла по поводу нарушения условий соглашения по созданию сиквела телесериала «Скорая помощь», которым, по её мнению, является сериал «Больница Питт», однако Крайтон не был указан в числе создателей. 4 ноября 2024 года юристы Warner Bros Television подали ходатайство об отклонении иска, в котором было указано, что это не сиквел «Скорой помощи», а «совершенно другой сериал».

### Подбор актёров
Одновременно с анонсом телесериала на главную роль в нём был утверждён Ноа Уайли. В июле 2024 года к основному актёрскому составу присоединились Трейси Айфичор, Патрик Болл, Суприя Ганеш, Фиона Дуриф, Тейлор Дерден, Айза Брионес, Джерран Хауэлл, Шабана Азиз и Кэтрин Ланаса.
В августе 2024 года были объявлены актёры второго плана, в том числе Шон Хэтоси, Майкл Хайатт, Джейлен Томас Брукс, Брэндон Мендес Хоумер, Кристин Вильянуэва, Амилинн Абеллера, Александра Метц, Кристел В. Макнил и Дипти Гупта.

## Премьера
Премьера «Больницы Питт» состоялась на платформе Max 9 января 2025 года, когда вышли первые два эпизода. Последующие 13 эпизодов выходили по одному раз в неделю до 10 апреля 2025 года.

## Оценки
На сайте-агрегаторе рецензий Rotten Tomatoes рейтинг телесериала составляет 95 % на основании 75 обзоров критиков и обладает «сертификатом свежести».
На сайте-агрегаторе рецензий Metacritic рейтинг телесериала составляет 76 баллов из 100 возможных на основании 26 обзоров критиков, что соответствует «в целом положительным» отзывам.